# Polska Grupa Zbrojeniowa
Polska Grupa Zbrojeniowa SA – polskie przedsiębiorstwo utworzone w 2013 r. przez Skarb Państwa, jeden z największych koncernów obronnych w Europie. Skupia ponad 50 spółek oraz posiada udziały w 32 innych (branże: obronna, stoczniowa, nowych technologii).
W ofercie Grupy znajdują się m.in. systemy radiolokacyjne, broń osobista, optoelektronika, kołowe i gąsienicowe transportery opancerzone, artyleria lufowa i rakietowa, systemy wspomagania dowodzenia, łączności i kierowania ogniem, bezzałogowe systemy powietrzne i systemy obrony przeciwlotniczej bardzo krótkiego i krótkiego zasięgu. Przedsiębiorstwa z GK PGZ zaangażowane są w realizację szeregu programów z Planu Modernizacji Technicznej, m.in. Wisła, Leopard 2PL czy Miecznik.
W 2023 roku PGZ znalazło się na 64. miejscu listy 100 największych firm zbrojeniowych na świecie pod względem przychodów, publikowanej przez SIPRI.

## Historia
W marcu 2015 zakończył się proces konsolidacji państwowego przemysłu obronnego. W marcu 2015 do największego polskiego przedsiębiorstwa zbrojeniowego dołączyło osiem spółek należących wcześniej do Polskiego Holdingu Obronnego Sp. z o.o.
Po objęciu rządów w kraju przez Zjednoczoną Prawicę pod koniec 2015 roku doszło do licznych zmian personalnych w przemyśle zbrojeniowym i następującej kilkakrotnej wymiany prezesów PGZ, krytykowanych w prasie fachowej. Według ocen, jednym z efektów było, że PGZ okazała się nieprzygotowana do prowadzenia programu artylerii rakietowej Homar, co doprowadziło ostatecznie do fiaska polonizacji systemu i zamówienia dywizjonu pocisków HIMARS bezpośrednio w USA.
W 2018 roku w skład grupy kapitałowej PGZ wchodziło 45 spółek, w tym 28 bezpośrednio zależnych i 16 zależnych od nich. W 2018 roku spółki grupy osiągnęły, po stracie z poprzedniego roku, skonsolidowany wynik netto 37,4 mln zł.

## Projekty obrony przeciwlotniczej i przeciwrakietowej
- Przeciwlotniczy i Przeciwrakietowy System Średniego Zasięgu Wisła
- Przeciwlotniczy System Bliskiego Zasięgu Narew
- Przeciwlotniczy System Rakietowo-Artyleryjski bliskiego zasięgu pk. Pilica
- Samobieżny Przeciwlotniczy Zestaw Rakietowy pk. Poprad
- Przeciwlotnicze artyleryjskie środki ogniowe pk. Noteć
- Przenośny przeciwlotniczy zestaw rakietowy Grom-Piorun

## Projekty morskie
- ORP Ślązak
- Niszczyciele min projektu 258 Kormoran II
- system armaty morskiej AM-35
- Okręty obrony wybrzeża (fregaty) pk. Miecznik

## Projekty lotnicze
- Systemów Bezzałogowych Statków Powietrznych klasy taktycznej krótkiego zasięgu pk. Orlik
- Bezzałogowe Statki Powietrzne klasy mini pk. Wizjer

## Projekty C4iSR
- system zarządzania walką szczebla batalionu (SZWSB) pk. Rosomak BMS
- Radar wczesnego wykrywania P-18PL
- System radiolokacji pasywnej PET/PCL
- systemy IFF (identification friend-or-foe)
- symulatory i trenażery

## Projekty pancerne i samochodow
- modernizacja czołgów Leopard 2A4 do standardu Leopard 2PL
- remont czołgów T-72 z modyfikacją
- Dywizjonowe Moduły Ogniowe Regina
- Kompanijne Moduły Ogniowe M120 Rak
- Kołowe Transportery Opancerzone Rosomak oraz warianty specjalistyczne
- Zdalnie Sterowany System Wieżowy kal. 30 mm ZSSW-30
- Nowy Bojowy Pływający Wóz Piechoty BWP Borsuk
- Ciężki Kołowy Pojazd Ewakuacji i Ratownictwa Technicznego Hardun
- Wóz ewakuacji medycznej
- Heron (transporter opancerzony)
- Waran (transporter opancerzony)

## Obszary działalności i spółki zależne
Spółkami zależnymi PGZ są:
Domena lotnicza:
- Wojskowe Zakłady Lotnicze Nr 1 (córka)
- Wojskowe Zakłady Lotnicze nr 2 (córka)
- Wojskowe Centralne Biuro Konstrukcyjno-Technologiczne (córka)
- Wytwórnia Sprzętu Komunikacyjnego „PZL-Kalisz” (córka)
- Narzędziownia-Mechanik Sp. z o.o. (wnuczka)

Domena morska:
- PGZ Stocznia Wojenna sp. z o.o. (córka)
- Stocznia Remontowa Nauta S.A

Domena lądowa:
- Huta Stalowa Wola (córka)
- Stomil – Poznań S.A. (córka)
- Zakłady Mechaniczne „Bumar-Łabędy” S.A. (córka)
- Ośrodek Badawczo-Rozwojowy Urządzeń Mechanicznych „OBRUM” Sp. z o.o. (córka)
- Rosomak S.A. (córka)
- Wojskowe Zakłady Inżynieryjne S.A. (córka)[9]
- Wojskowe Zakłady Motoryzacyjne S.A. (córka)
- Autosan Sp. z o.o. (wnuczka)
- HSW-Wodociągi Sp. z o.o. (wnuczka)
- Jelcz Sp. z o.o. (wnuczka)
- Ośrodek Badawczo-Rozwojowy Przemysłu Oponiarskiego „Stomil” Sp. z o.o. (wnuczka)
- Zakład Mechaniczny „Bumar-Mikulczyce” S.A. (wnuczka)

Domena broni i amunicji:
- Mesko S.A. (córka)
- PCO S.A. (córka)
- Cenzin sp. z o.o. (córka)
- Fabryka Broni „Łucznik”-Radom sp. z o.o. (córka)
- Wojskowe Zakłady Uzbrojenia S.A. (córka)
- Bydgoskie Zakłady Elektromechaniczne „Belma” S.A. (wnuczka)
- Przedsiębiorstwo Teleinformatyczne „Mesko-Net” Sp. z o.o. (wnuczka)
- Zakład Produkcji Specjalnej „Gamrat” Sp. z o.o. (wnuczka)
- Zakłady Chemiczne „Nitro-Chem” S.A. (wnuczka)
- Zakłady Metalowe „Dezamet” S.A. (wnuczka)
- Przedsiębiorstwo Sprzętu Ochronnego „Maskpol” S.A. (wnuczka)
- Zakłady Mechaniczne „Tarnów” S.A. (wnuczka)
- Rondo sp. z o.o. (wnuczka)

Domena C4ISR (elektroniki, informatyki i cybertechnologii):
- PIT-Radwar S.A. (córka)
- Ośrodek Badawczo-Rozwojowy Centrum Techniki Morskiej S.A. (córka)
- Wojskowe Zakłady Elektroniczne S.A. (córka)
- Wojskowe Zakłady Łączności Nr 1 (córka)
- Wojskowe Zakłady Łączności Nr 2 (córka)
- Zurad Sp. z o.o. (wnuczka)

Domena zarządzania nieruchomościami:
- Centrum Bankowo-Finansowe "Nowy Świat" S.A. (córka)
- Centrum Giełdowe S.A. (wnuczka)

## Wybrane produkty
Wybrane produkty spółek tworzących Polską Grupę Zbrojeniową
- Samobieżna armatohaubica 155 mm Krab
- Moździerz samobieżny RAK
- Mobilny trójwspółrzędny radar obserwacyjny średniego zasięgu TRS-15 Odra
- Mobilny trójwspółrzędny radar dalekiego zasięgu Warta
- Zdolna do przerzutu stacja radiolokacyjna „Soła”
- Zdolna do Przerzutu Stacja Radiolokacyjna „Bystra”
- Samobieżna wieloprowadnicowa wyrzutnia rakietowa WR-40 Langusta
- Kołowy transporter opancerzony Rosomak
- Most szturmowy na podwoziu gąsienicowym MG-20 Daglezja
- Samobieżny Przeciwlotniczy Zestaw Rakietowy Poprad
- Radiolokacyjny zestaw rozpoznania artyleryjskiego „Liwiec”
- System Bezzałogowych Statków powietrznych PGZ-19R
- System Bezzałogowych Statków powietrznych „Drozd”
- System Bezzałogowych Statków powietrznych „Sowa”
- Przenośne przeciwlotnicze zestawy rakietowe Piorun
- Przenośne przeciwlotnicze zestawy rakietowe Grom
- Modułowy System Broni Strzeleckiej kalibru 5,56 mm Grot
- Pistolet samopowtarzalny kal. 9 × 19 mm VIS 100
- Karabinek wz. 96 Beryl
- Karabin maszynowy WKM-B
- Karabin maszynowy UKM-2000
- Lotnicze gogle noktowizyjne PNL-3 Bielik
- Lotnicze gogle noktowizyjne PNL-4
- Zminiaturyzowane gogle noktowizyjne PNL-2ADM
- Zintegrowany System Przenoszenia Uzbrojenia i Wyposażenia (ZSPUiW) „Dromader”
- Irys DTS
- Termowizyjny system obserwacji TSO-1 Agat
- Strzelecki Celownik Termowizyjny SCT Rubin/Diament
- Monokular Noktowizyjny MU-3M Koliber
- Radiostacja plecakowa HF/VHF/UHF RKP-8100

## Prezesi
- Wojciech Dąbrowski (od 5 grudnia 2013 do 8 grudnia 2015)
- Arkadiusz Siwko (od 8 grudnia 2015 do 13 lutego 2017)
- Błażej Wojnicz (od 13 lutego 2017 do 8 lutego 2018)
- Jakub Skiba (prezes od 23 lutego 2018 do 20 września 2018; od 8 lutego 2018 jako p.o.)
- Witold Słowik (prezes od 28 września 2018[10] do 6 lutego 2020; od 21 września 2018 jako p.o.)
- Andrzej Kensbok (prezes od 23 marca 2020[11] do 24 marca 2021[12]; od 6 lutego 2020 jako p.o.[13])
- Bogdan Borkowski (od 24 marca 2021 do 8 kwietnia 2021 jako p.o.)
- Sebastian Chwałek (od 8 kwietnia 2021[14] do 20 lutego 2024[15])
- Tomasz Siemiątkowski (od 20 lutego 2024 do 25 marca 2024, p.o.)
- Krzysztof Trofiniak (od 25 marca 2024 do 2 kwietnia 2025)[16][17]
- Arkadiusz Bąk (od 4 kwietnia 2025, p.o.)
- Adam Leszkiewicz (od 09.05.2025)

## Zarząd[18]
- Adam Leszkiewicz – prezes
- Arkadiusz Bąk – pierwszy wiceprezes
- Marcin Idzik, Piotr Zawieja, Jan Grabowski – wiceprezesi[19]

## Rada nadzorcza[20][21]
- Artur Kołosowski – przewodniczący
- Tomasz Siemiątkowski – wiceprzewodniczący
- Jakub Goździkowski – sekretarz
- Tomasz Kołodziej, Zbigniew Leciejewski – członkowie

Budowanie i funkcjonowanie Polskiej Grupy Zbrojeniowej SA i spółek zależnych było przedmiotem badania i raportu Najwyższej Izby Kontroli.